# Thomas Phelippes
Thomas Phelippes (1556-1625), también conocido como Thomas Phillips, fue un lingüista que trabajaba como criptógrafo, falsificador y recolector de informaciones.  Sirvió principalmente bajo el mando de Sir Francis Walsingham,  en la época de Isabel I, y descifró las cartas codificadas de los conspiradores del complot de Babington utilizando sus habilidades lingüísticas y el método criptoanalítico del análisis de frecuencias. 

## Biografía
Poco se sabe sobre los antecedentes familiares de Phelippes, excepto que era hijo de un comerciante de telas. A pesar de sus orígenes humildes, se cree que ingresó al Trinity College de Cambridge en 1569 y se graduó como bachiller universitario en letras en 1574. Phelippes era un lingüista que hablaba francés, italiano, español,  latín y alemán. Su educación le ayudó a dominar las habilidades de cifrado y a ser un excelente criptógrafo de gran reputación. Como consecuencia de ello, fue contratado por Sir Francis Walsingham, el secretario principal de la reina Isabel I.
La estatura física e intelectual de Phelippes fue descrita como "un hombre pequeño, delgado, de cabello amarillo, miope, con el rostro picado de viruela, un excelente lingüista y, sobre todo, una persona con un genio positivo para descifrar cartas. " 

## Complot de Babington

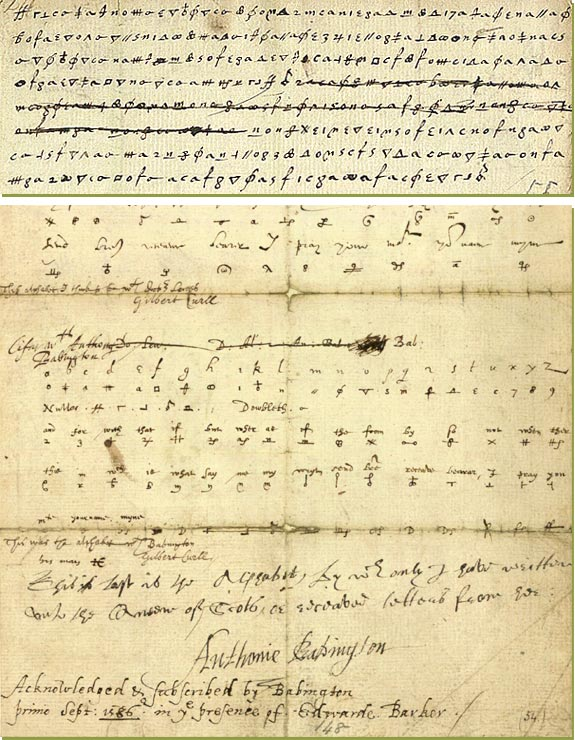
El texto cifrado original enviado por Anthony Babington a María I de Escocia, con la clave de Phelippes y una posdata añadida.

Es más recordado por su posdata de la "carta sangrienta" enviada por María I de Escocia, a Anthony Babington sobre el complot de Babington. Cuando envió a Walsingham la carta cifrada que demostraba la complicidad de María I de Escocia en el complot, Phelippes dibujó una horca en el sobre. Según el historiador Neville Williams,  las cartas eran pasadas de contrabando a María Estuardo a través de barriles vacíos desde una cervecería en Burton upon Trent que abastecía la casa en Chartley Manor donde estaba prisionera bajo la custodia de Sir Amias Paulet. Phelippes analizó la correspondencia de María, cuyas cartas contenían tanto asuntos cotidianos como aquellos de tipo más delicado. Walsingham tuvo que esperar siete meses antes de conseguir lo que quería. Una posdata pedía a Babington los nombres de los conspiradores involucrados en el planeado asesinato de la reina Isabel I y, por lo tanto, Francis Walsingham pudo probar la participación directa de María en el complot y lograr que la ejecutaran.
Phelippes interrogó a los secretarios de María y a un sirviente, Jérôme Pasquier, en la Torre de Londres. En septiembre de 1586, Pasquier confesó haber escrito cartas cifradas para María.  Pasquier recordó una carta dirigida al embajador francés Michel de Castelnau,  pidiéndole que negociara un perdón para Francis Throckmorton, que fue ejecutado en 1584 por su participación en la trama homónima. 

## Otras lecturas
- The codebreakers, the comprehensive history of secret communication from ancient times to the internet (revised and updated 1996) – David Kahn ISBN 0-684-83130-9
- Cryptology and statecraft in the Dutch Republic – Karl de Leeuw ISBN 90-5776-039-8
- Spies & spymasters, a concise history of intelligence – Jock Haswell ISBN 0-500-01178-8
- The Watchers, a secret history of the reign of Elizabeth I – Stephen Alford ISBN 978-0-141-04365-4

- Datos: Q2559491